# Bahnstrecke Northeim–Nordhausen
| |                                                                             |                                                                    |                                                                    |
| Streckennummer (DB): | 1810                                                                        |                                                                    |                                                                    |
| Kursbuchstrecke (DB): | 357 176 (1934) 200 (1946)                                                   |                                                                    |                                                                    |
| Streckenlänge: | 69 km                                                                       |                                                                    |                                                                    |
| Spurweite: | 1435 mm (Normalspur)                                                        |                                                                    |                                                                    |
| Streckenklasse: | D4 (Northeim–Scharzfeld, Walkenried–Nordhausen) CM4 (Scharzfeld–Walkenried) |                                                                    |                                                                    |
| Maximale Neigung: | 10,6 ‰                                                                      |                                                                    |                                                                    |
| Streckengeschwindigkeit: | 100 km/h                                                                    |                                                                    |                                                                    |
| Zugbeeinflussung: | PZB                                                                         |                                                                    |                                                                    |
| Zweigleisigkeit: | Northeim–Walkenried (ehemals durchgehend)                                   |                                                                    |                                                                    |
| |                                                                             |                                                                    |                                                                    |
| \| \| \| Sollingbahn von Ottbergen \| \| \| \| \| Hannöversche Südbahn von Kassel \| \| \| \| \| \| \| \| \| 88,533 \| Northeim (Han) Keilbahnhof ⊙ \| 120 m \| \| \| \| Hannöversche Südbahn nach Hannover \| \| \| \| \| Northeim-Mühlentor (geplant) \| \| \| \| 93,8 \| Hammenstedt bis 1988 \| Hammenstedt bis 1988 \| \| \| 97,270 \| Katlenburg ⊙ (zuvor Bhf.) \| Katlenburg ⊙ (zuvor Bhf.) \| \| \| \| Rhume \| \| \| \| \| B 241 \| \| \| \| \| von Leinefelde \| \| \| \| 103,549 \| Wulften ⊙ (zuvor Bhf.) \| Wulften ⊙ (zuvor Bhf.) \| \| \| 108,0 \| Sieber \| Sieber \| \| \| 108,142 \| Hattorf ⊙ (zuvor Bhf.) \| Hattorf ⊙ (zuvor Bhf.) \| \| \| 115,0 \| B 27 \| B 27 \| \| \| 115,3 \| nach Seesen (1944 geplant) \| nach Seesen (1944 geplant) \| \| \| 115,4 \| ehem. B 27 \| ehem. B 27 \| \| \| \| von Seesen (Westharzstrecke) \| \| \| \| 115,723 \| Herzberg (Harz) ⊙ \| 233 m \| \| \| \| nach Bleicherode und nach Siebertal \| \| \| \| 117,1 \| Regionalbereichsgrenze Nord/Südost \| Regionalbereichsgrenze Nord/Südost \| \| \| 119,7 \| Scharzfeld West bis 1983 \| Scharzfeld West bis 1983 \| \| \| 121,314 \| Scharzfeld ⊙ (SPNV bis 2005) \| Scharzfeld ⊙ (SPNV bis 2005) \| \| \| \| nach St. Andreasberg \| \| \| \| 121,7 \| Oder \| Oder \| \| \| 122,6 \| ehem. B 243 \| ehem. B 243 \| \| \| 122,545 \| Bad Lauterberg im Harz-Barbis ⊙ \| Bad Lauterberg im Harz-Barbis ⊙ \| \| \| \| Weser-Elbe-Wasserscheide \| 322 m \| \| \| 128,8 \| Osterhagen bis 1976 \| 321 m \| \| \| 128,9 \| ehem. B 243 \| ehem. B 243 \| \| \| 129,3 \| Helmetalbahn nach Nordhausen „Talgleis“ \| Helmetalbahn nach Nordhausen „Talgleis“ \| \| \| 130,3 \| zum Steinbruch Wolfskuhle \| zum Steinbruch Wolfskuhle \| \| \| \| \| \| \| \| 130,8 \| Helmetalbahn nach Nordhausen „Berggleis“ (nur geplant, nie gebaut) \| Helmetalbahn nach Nordhausen „Berggleis“ (nur geplant, nie gebaut) \| \| \| \| \| \| \| \| 131,2 \| ehem. B 243 \| ehem. B 243 \| \| \| 131,3 \| B 243 \| B 243 \| \| \| \| Steina (Unterlauf: Ichte) \| \| \| \| 131,9 \| Helmetalbahn \| Helmetalbahn \| \| \| 133,4 \| Tettenborn ⊙ bis 1976[1] \| Tettenborn ⊙ bis 1976[1] \| \| \| 135,703 \| Bad Sachsa ⊙ \| Bad Sachsa ⊙ \| \| \| \| Uffe \| \| \| \| \| von Braunlage (Schmalspur) \| \| \| \| 138,390 \| Walkenried ⊙ (getrennte Bahnhöfe) \| Walkenried ⊙ (getrennte Bahnhöfe) \| \| \| \| Wieda \| \| \| \| \| \| \| \| \| \| Walkenrieder Tunnel (269 m) (auch Himmelreichtunnel) \| \| \| \| \| \| \| \| \| \| \| \| \| \| 142,0 \| (ehemalige innerdeutsche Grenze) Niedersachsen/Thüringen \| (ehemalige innerdeutsche Grenze) Niedersachsen/Thüringen \| \| \| \| \| \| \| \| \| \| \| \| \| 142,1 \| Wechsel der betrieblichen Regeln der ehemaligen DB/DR \| Wechsel der betrieblichen Regeln der ehemaligen DB/DR \| \| \| \| \| \| \| \| \| von Zorge \| \| \| \| 142,888 \| Ellrich ⊙ \| 244 m \| \| \| 147,693 \| Woffleben ⊙ \| Woffleben ⊙ \| \| \| \| Woffleben \| \| \| \| \| Zorge \| \| \| \| \| Bere \| \| \| \| \| Anschluß Kohnstein \| \| \| \| 151,025 \| Niedersachswerfen ⊙ \| Niedersachswerfen ⊙ \| \| \| \| Zorge \| \| \| \| 154,470 \| Nordhausen-Salza ⊙ \| Nordhausen-Salza ⊙ \| \| \| 155,390 \| Steinmühle \| Steinmühle \| \| \| \| ehem. Güterstrecke \| \| \| \| \| ehem. B 80 \| \| \| \| \| von Hann. Münden \| \| \| \| \| \| \| \| \| 157,43 \| Nordhausen ⊙ \| 183 m \| \| \| \| nach Halle \| \| |                                                                             |                                                                    |                                                                    |
| Strecke |                                                                             | Sollingbahn von Ottbergen                                          | Sollingbahn von Ottbergen                                          |
| Kreuzung geradeaus oben · Strecke von rechts |                                                                             | Hannöversche Südbahn von Kassel                                    | Hannöversche Südbahn von Kassel                                    |
| |                                                                             |                                                                    |                                                                    |
| Bahnhof · Bahnhof | 88,533                                                                      | Northeim (Han) Keilbahnhof ⊙                                       | 120 m                                                              |
| Strecke · Strecke nach links |                                                                             | Hannöversche Südbahn nach Hannover                                 | Hannöversche Südbahn nach Hannover                                 |
| ehemaliger Haltepunkt / Haltestelle |                                                                             | Northeim-Mühlentor (geplant)                                       | Northeim-Mühlentor (geplant)                                       |
| ehemaliger Haltepunkt / Haltestelle | 93,8                                                                        | Hammenstedt bis 1988                                               | Hammenstedt bis 1988                                               |
| Haltepunkt / Haltestelle, ehemals Bahnhof | 97,270                                                                      | Katlenburg ⊙ (zuvor Bhf.)                                          | Katlenburg ⊙ (zuvor Bhf.)                                          |
| Brücke über Wasserlauf |                                                                             | Rhume                                                              | Rhume                                                              |
| Bahnübergang |                                                                             | B 241                                                              | B 241                                                              |
| Abzweig geradeaus und ehemals von rechts |                                                                             | von Leinefelde                                                     | von Leinefelde                                                     |
| Haltepunkt / Haltestelle Streckenende | 103,549                                                                     | Wulften ⊙ (zuvor Bhf.)                                             | Wulften ⊙ (zuvor Bhf.)                                             |
| Brücke über Wasserlauf | 108,0                                                                       | Sieber                                                             | Sieber                                                             |
| Haltepunkt / Haltestelle, ehemals Bahnhof | 108,142                                                                     | Hattorf ⊙ (zuvor Bhf.)                                             | Hattorf ⊙ (zuvor Bhf.)                                             |
| Strecke mit Straßenbrücke | 115,0                                                                       | B 27                                                               | B 27                                                               |
| Abzweig geradeaus und ehemals nach links · Strecke quer (außer Betrieb) | 115,3                                                                       | nach Seesen (1944 geplant)                                         | nach Seesen (1944 geplant)                                         |
| ehemaliger Bahnübergang | 115,4                                                                       | ehem. B 27                                                         | ehem. B 27                                                         |
| Abzweig geradeaus und von links · Abzweig quer und ehemals von links |                                                                             | von Seesen (Westharzstrecke)                                       | von Seesen (Westharzstrecke)                                       |
| Bahnhof · Kopfbahnhof Streckenende (Strecke außer Betrieb) | 115,723                                                                     | Herzberg (Harz) ⊙                                                  | 233 m                                                              |
| Abzweig geradeaus, ehemals nach links und ehemals nach rechts · Strecke quer (außer Betrieb) |                                                                             | nach Bleicherode und nach Siebertal                                | nach Bleicherode und nach Siebertal                                |
| Wechsel des Eisenbahninfrastrukturunternehmens | 117,1                                                                       | Regionalbereichsgrenze Nord/Südost                                 | Regionalbereichsgrenze Nord/Südost                                 |
| ehemaliger Haltepunkt / Haltestelle | 119,7                                                                       | Scharzfeld West bis 1983                                           | Scharzfeld West bis 1983                                           |
| Dienststation / Betriebs- oder Güterbahnhof | 121,314                                                                     | Scharzfeld ⊙ (SPNV bis 2005)                                       | Scharzfeld ⊙ (SPNV bis 2005)                                       |
| Abzweig geradeaus und ehemals nach links · Strecke quer (außer Betrieb) |                                                                             | nach St. Andreasberg                                               | nach St. Andreasberg                                               |
| Brücke über Wasserlauf | 121,7                                                                       | Oder                                                               | Oder                                                               |
| Bahnübergang | 122,6                                                                       | ehem. B 243                                                        | ehem. B 243                                                        |
| Haltepunkt / Haltestelle | 122,545                                                                     | Bad Lauterberg im Harz-Barbis ⊙                                    | Bad Lauterberg im Harz-Barbis ⊙                                    |
| Kulminations-/Scheitelpunkt |                                                                             | Weser-Elbe-Wasserscheide                                           | 322 m                                                              |
| ehemaliger Bahnhof | 128,8                                                                       | Osterhagen bis 1976                                                | 321 m                                                              |
| Bahnübergang | 128,9                                                                       | ehem. B 243                                                        | ehem. B 243                                                        |
| Abzweig geradeaus und ehemals nach rechts | 129,3                                                                       | Helmetalbahn nach Nordhausen „Talgleis“                            | Helmetalbahn nach Nordhausen „Talgleis“                            |
| Abzweig geradeaus und ehemals nach rechts | 130,3                                                                       | zum Steinbruch Wolfskuhle                                          | zum Steinbruch Wolfskuhle                                          |
| |                                                                             |                                                                    |                                                                    |
| | 130,8                                                                       | Helmetalbahn nach Nordhausen „Berggleis“ (nur geplant, nie gebaut) | Helmetalbahn nach Nordhausen „Berggleis“ (nur geplant, nie gebaut) |
| |                                                                             |                                                                    |                                                                    |
| ehemaliger Bahnübergang · Bahnübergang (Strecke außer Betrieb) | 131,2                                                                       | ehem. B 243                                                        | ehem. B 243                                                        |
| Strecke mit Straßenbrücke | 131,3                                                                       | B 243                                                              | B 243                                                              |
| Brücke über Wasserlauf |                                                                             | Steina (Unterlauf: Ichte)                                          | Steina (Unterlauf: Ichte)                                          |
| Kreuzung geradeaus oben (Querstrecke außer Betrieb) | 131,9                                                                       | Helmetalbahn                                                       | Helmetalbahn                                                       |
| ehemaliger Bahnhof | 133,4                                                                       | Tettenborn ⊙ bis 1976                                              | Tettenborn ⊙ bis 1976                                              |
| Haltepunkt / Haltestelle Streckenende | 135,703                                                                     | Bad Sachsa ⊙                                                       | Bad Sachsa ⊙                                                       |
| Brücke über Wasserlauf |                                                                             | Uffe                                                               | Uffe                                                               |
| Strecke · Strecke von links (außer Betrieb) |                                                                             | von Braunlage (Schmalspur)                                         | von Braunlage (Schmalspur)                                         |
| Bahnhof · Kopfbahnhof Streckenende (Strecke außer Betrieb) | 138,390                                                                     | Walkenried ⊙ (getrennte Bahnhöfe)                                  | Walkenried ⊙ (getrennte Bahnhöfe)                                  |
| Brücke über Wasserlauf |                                                                             | Wieda                                                              | Wieda                                                              |
| |                                                                             |                                                                    |                                                                    |
| Tunnel |                                                                             | Walkenrieder Tunnel (269 m) (auch Himmelreichtunnel)               | Walkenrieder Tunnel (269 m) (auch Himmelreichtunnel)               |
| |                                                                             |                                                                    |                                                                    |
| |                                                                             |                                                                    |                                                                    |
| Grenze | 142,0                                                                       | (ehemalige innerdeutsche Grenze) Niedersachsen/Thüringen           | (ehemalige innerdeutsche Grenze) Niedersachsen/Thüringen           |
| |                                                                             |                                                                    |                                                                    |
| |                                                                             |                                                                    |                                                                    |
| Wechsel des Eisenbahninfrastrukturunternehmens | 142,1                                                                       | Wechsel der betrieblichen Regeln der ehemaligen DB/DR              | Wechsel der betrieblichen Regeln der ehemaligen DB/DR              |
| |                                                                             |                                                                    |                                                                    |
| Abzweig geradeaus und ehemals von links · Strecke quer (außer Betrieb) |                                                                             | von Zorge                                                          | von Zorge                                                          |
| Bahnhof | 142,888                                                                     | Ellrich ⊙                                                          | 244 m                                                              |
| Haltepunkt / Haltestelle | 147,693                                                                     | Woffleben ⊙                                                        | Woffleben ⊙                                                        |
| Dienststation / Betriebs- oder Güterbahnhof |                                                                             | Woffleben                                                          | Woffleben                                                          |
| Brücke über Wasserlauf |                                                                             | Zorge                                                              | Zorge                                                              |
| Brücke über Wasserlauf |                                                                             | Bere                                                               | Bere                                                               |
| Abzweig geradeaus und nach rechts |                                                                             | Anschluß Kohnstein                                                 | Anschluß Kohnstein                                                 |
| Bahnhof | 151,025                                                                     | Niedersachswerfen ⊙                                                | Niedersachswerfen ⊙                                                |
| Brücke über Wasserlauf |                                                                             | Zorge                                                              | Zorge                                                              |
| Haltepunkt / Haltestelle | 154,470                                                                     | Nordhausen-Salza ⊙                                                 | Nordhausen-Salza ⊙                                                 |
| ehemalige Blockstelle | 155,390                                                                     | Steinmühle                                                         | Steinmühle                                                         |
| Strecke von links (außer Betrieb) · Abzweig geradeaus und ehemals nach rechts |                                                                             | ehem. Güterstrecke                                                 | ehem. Güterstrecke                                                 |
| Brücke (Strecke außer Betrieb) · Bahnübergang |                                                                             | ehem. B 80                                                         | ehem. B 80                                                         |
| Kreuzung geradeaus oben (Strecke geradeaus außer Betrieb) · Abzweig geradeaus und von rechts |                                                                             | von Hann. Münden                                                   | von Hann. Münden                                                   |
| Strecke nach links (außer Betrieb) · Abzweig geradeaus und ehemals von rechts |                                                                             |                                                                    |                                                                    |
| Bahnhof | 157,43                                                                      | Nordhausen ⊙                                                       | 183 m                                                              |
| Strecke |                                                                             | nach Halle                                                         | nach Halle                                                         |

Die Bahnstrecke Northeim–Nordhausen, auch als Südharzstrecke oder Südharzbahn bekannt, ist eine zumindest im niedersächsischen Teil zweigleisige, nicht elektrifizierte Hauptbahn von Northeim nach Nordhausen, die über Herzberg, Bad Lauterberg-Barbis, Bad Sachsa, Walkenried und Ellrich führt.

## Streckenverlauf

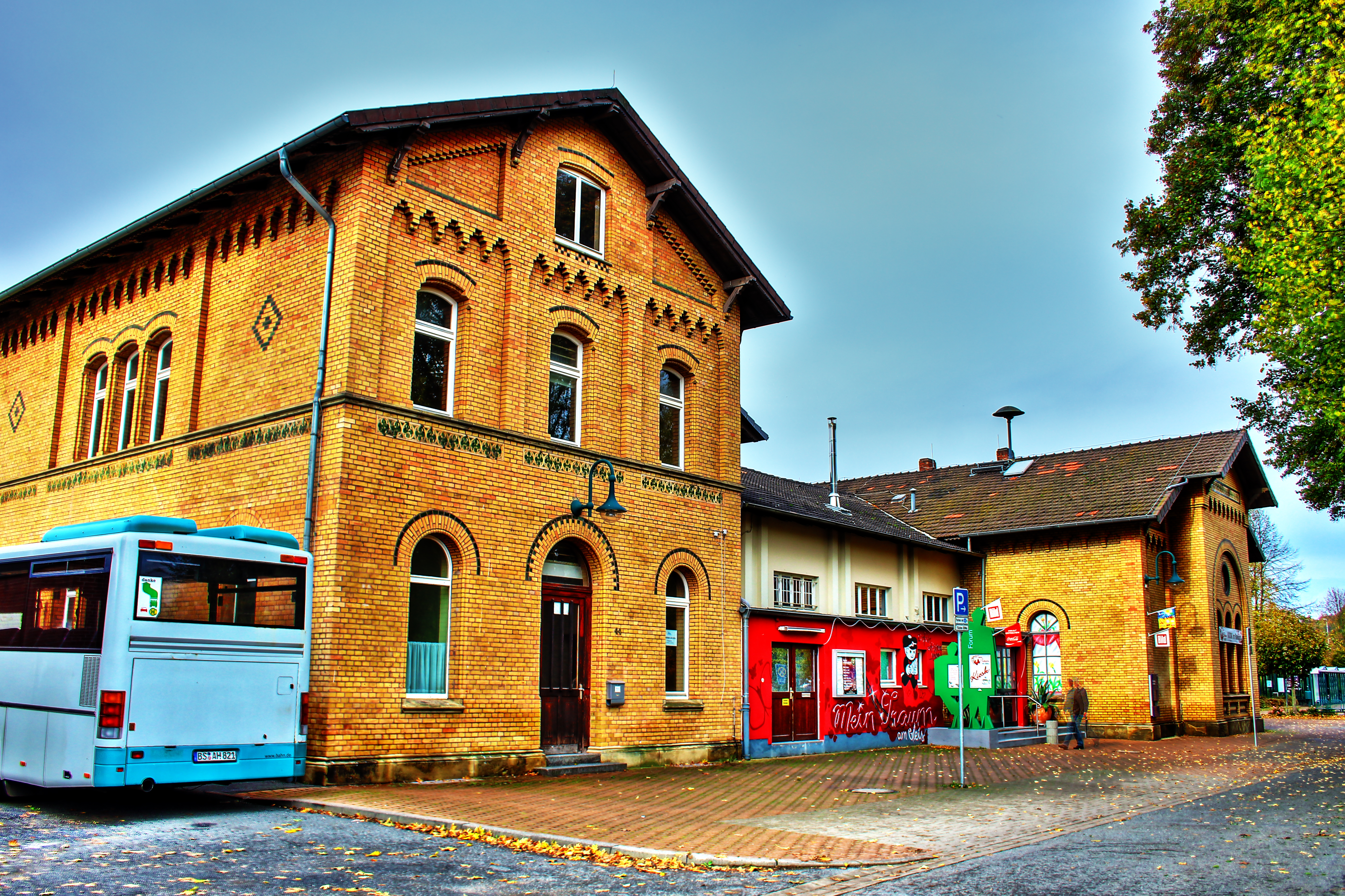
Bahnhof Herzberg (Harz)

Die Strecke verläuft etwa in West-Ost-Richtung, wobei Northeim etwas nördlicher als Nordhausen liegt. Sie führt aus dem Leinegraben entlang den Flüssen Rhume und Oder (Rhume) mit mittleren Steigungen über Katlenburg-Lindau nach Herzberg am Harz. Von dort steigt sie mit teilweise 10,6 ‰ über Scharzfeld und Barbis bis zum ehemaligen Bahnhof Osterhagen, dem höchsten Punkt der Strecke. Etwas sanfter fällt die Strecke wieder und verläuft südlich von Bad Sachsa nach Walkenried. Ab hier ist die Strecke nur noch eingleisig. Östlich davon liegt der einzige Tunnel der Strecke, die damit das Tal der Zorge erreicht. Kurz hinter dem Tunnel liegt die Landesgrenze von Niedersachsen zu Thüringen, die ehemalige innerdeutsche Grenze. Ab Ellrich folgt die Strecke dem Fluss nach Nordhausen. Ab Niedersachswerfen verläuft die Harzquerbahn parallel.

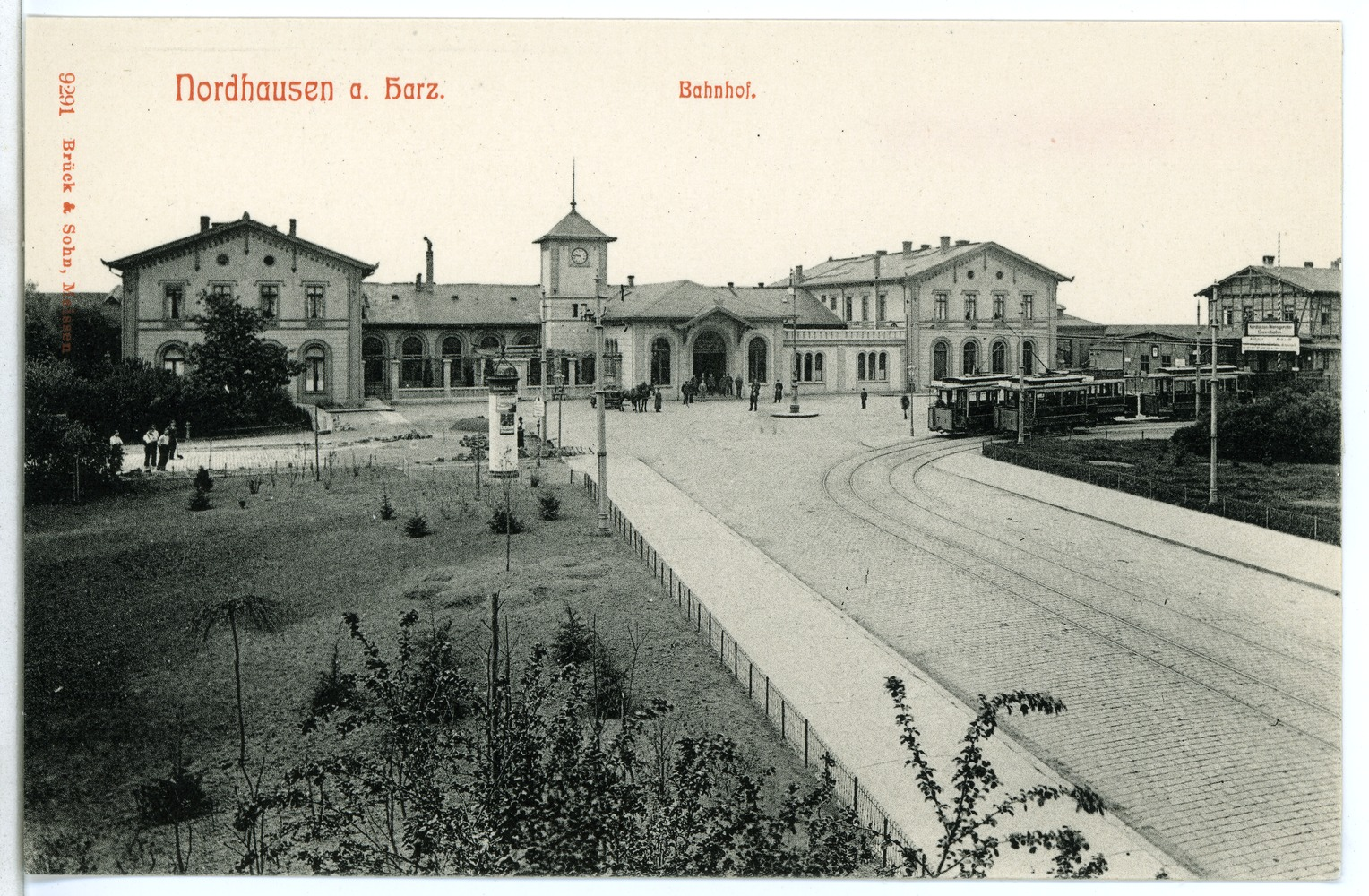
Bahnhof Nordhausen, um 1907

Von Herzberg bis Niedersachswerfen führt die Südharzstrecke durch den Südharzer Gipskarst. Bei Tettenborn, am Sachsenstein bei Walkenried und bei Woffleben gab es Probleme mit Senkstellen, die Tragfähigkeit des Bodens muss regelmäßig kontrolliert werden. Beim Bau des Walkenrieder Tunnels stießen die Bergleute im Jahre 1868 auf die Himmelreichhöhle, was den Bau erschwerte. Drei Arbeiter kamen beim Tunnelbau ums Leben, als die Röhre auf mehreren Metern einstürzte.
Die Kilometrierung der Südharzstrecke wird ab Hannover Hbf gezählt. Die Strecke beginnt in Northeim mit km 88,6 und endet in Nordhausen bei km 157,5.

## Geschichte
Ab Anfang der 1860er Jahre wurden im Königreich Hannover verschiedene Bahnvarianten südwestlich des Harzes geplant. Damit sollte einerseits eine Verbindung zwischen den projektierten Bahnstrecken Langeland–Kreiensen und Halle–Hann. Münden geschaffen werden, um einen Teil vom Ost-West-Verkehr zu erhalten. Andererseits war auch die Industriestadt Osterode am Harz im Blickpunkt. 1865 erfolgte die Einigung auf die heutige Strecke mit einer Stichbahn von Katlenburg nach Osterode. Die Verbindung sollte in Hannover von der königlichen Staatsbahn, im preußischen Abschnitt von der Magdeburg-Leipziger Eisenbahn-Gesellschaft, der auch die Bahnstrecke Halle–Hann. Münden gehörte, gebaut und betrieben werden. Der Krieg von 1866 unterbrach die Arbeiten. Preußen als Kriegsgewinner stand Staatsbahnen noch kritisch gegenüber und vergab die gesamte Strecke an die Magdeburg-Leipziger Eisenbahn, der Abzweig nach Osterode entfiel.

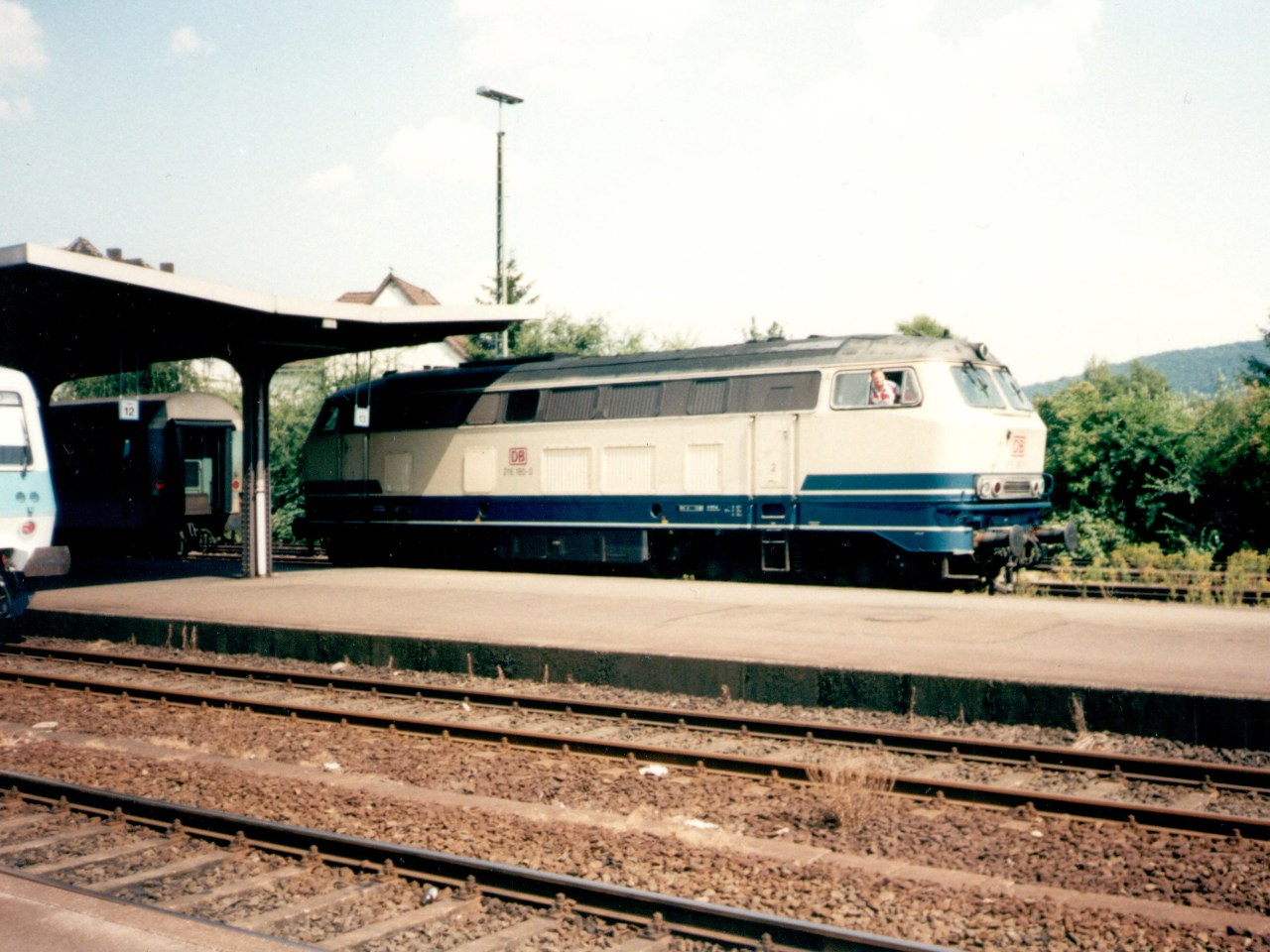
216 180-0 hat am 6. August 1995 mit RE 3666 Northeim erreicht und setzt nun zur Rückfahrt an das andere Ende des Wagenzuges um.

Die Südharzstrecke wurde am 1. Dezember 1868 von Northeim bis Herzberg und am 1. August 1869 durchgehend bis Nordhausen in Betrieb genommen. Seit Fertigstellung der Sollingbahn (Ruhrgebiet–) Ottbergen–Northeim 1878 ist sie Teil der kürzesten Verbindung zwischen Köln und Leipzig. Sie war deshalb bis 1945 eine wichtige Güterstrecke zwischen dem Rheinland und Sachsen. Beim Personenverkehr erlangte die Strecke dagegen nie eine wesentliche Bedeutung, weil die meisten Schnellzugverbindungen den Harz umgingen und der durchgehende Ost-West-Personenverkehr auf die Friedrich-Wilhelms-Nordbahn-Gesellschaft zwischen Kassel und Halle oder die Stammstrecke der Köln-Mindener Eisenbahn-Gesellschaft über Hamm und daran anschließend die Bahnstrecke Minden–Hannover konzentriert wurde.

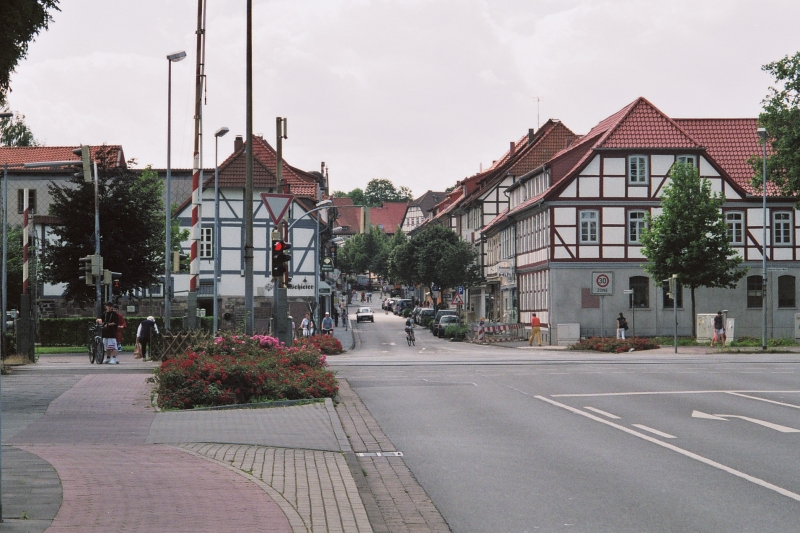
Der Bahnübergang am Northeimer Mühlentor, möglicher Standort für einen ortsnahen Haltepunkt

Bereits seit 1911 führt die Stadt Northeim immer wieder Verhandlungen mit den jeweiligen Bahnunternehmen, einen Haltepunkt am ehemaligen Mühlentor einzurichten, der näher an der Fußgängerzone läge als der Bahnhof.
Während des Zweiten Weltkriegs war die Strecke stark belastet. Bei Niedersachswerfen entstand das KZ Mittelbau-Dora, in dem Rüstungsgüter in Zwangsarbeit hergestellt wurden. Um den zivilen Verkehr aus diesem Bereich herauszuhalten, wurde zwischen Osterhagen und Nordhausen die Helmetalbahn vorgesehen, deren Bau 1944 begonnen wurde und 1945 eingleisig auf dem „Talgleis“ kurz vor der Inbetriebnahme stand. Das zweite Gleis, das „Berggleis“ für die Gegenrichtung, hätte etwa zwei Kilometer nordöstlich der Abzweigung des Talgleises die Südharzstrecke erst unterqueren und dann von Norden in die Südharzstrecke Richtung Osterhagen und Northeim einmünden sollen. Sein Bau wurde aber nicht mehr begonnen.
Die Strecke überquert zwischen Ellrich und dem Walkenrieder Tunnel die heutige Landesgrenze Niedersachsen/Thüringen, von 1945 bis 1990 Innerdeutsche Grenze. Der Personenverkehr wurde bis auf in den Jahren 1950/1951 durchgeführte Verbindungen zur Leipziger Messe eingestellt. Güterzüge nutzten sie auch zur Zeit der DDR, allerdings nahm die Bedeutung nach 1945 infolge des durch die Grenzziehung bedingten Rückgangs des Ost-West-Güterverkehrs deutlich ab. Die Grenzanlagen umfassten auch eine Beschaubrücke. Im und nahe dem Walkenrieder Tunnel ereigneten sich in den Nachkriegsjahren mehrere Vorfälle, die Rudolf Pleil begangen hatte.
Seit dem 12. November 1989 wird sie wieder durchgehend im Personenverkehr befahren. Aufgrund des starken Sanierungsbedarfs – Züge konnten abschnittsweise nur mit maximal 30 km/h fahren – war ihr Bestand in den 1990er und zu Beginn der 2000er Jahre in Gefahr. Ein weiteres Problem war, dass es am Sachsenstein zwischen Bad Sachsa und Walkenried zu einer Absenkung der Gleise durch nachgiebigen Untergrund gekommen war, weshalb dieser Abschnitt nur noch mit langsamer Geschwindigkeit und reduziertem Gewicht befahren werden durfte. Inzwischen wurden die meisten Streckenabschnitte saniert und die Geschwindigkeit liegt größtenteils bei 100 km/h.
In Walkenried bestand von 1899 bis 1963 Anschluss zur meterspurigen Schmalspurbahn Walkenried–Braunlage/Tanne der Südharz-Eisenbahn-Gesellschaft (SHE) und in Ellrich begann die normalspurige Kleinbahn nach Zorge.

Fahrkarte von Katlenburg nach Northeim, 1964

Der Abzweig nach Bad Lauterberg, die Odertalbahn, wurde am 12. Dezember 2004 im Personenverkehr stillgelegt; später wurde auch der Bahnhof in Scharzfeld geschlossen und zum Fahrplanwechsel am 11. Dezember 2005 durch den Haltepunkt Bad Lauterberg im Harz–Barbis (ca. 1 km weiter östlich) ersetzt, der immer noch knapp 4,5 Kilometer westlich des Stadtkerns liegt. Der Bahnhof Bad Lauterberg befand sich rund einen Kilometer von ihm entfernt, der 2015 abgerissene Haltepunkt Bad Lauterberg Kurpark (Verkehr hier bis 1984) an der Odertalbahn war direkt im Ort.
Durchgehende Verbindungen mit Heckeneilzügen (Oberhausen–Walkenried, Bielefeld–Odertal) bestanden bis in die 1980er Jahre. In den ersten Jahren nach der Wende gab es eine Eilzug-Verbindung Halle–Köln, das Zugpaar wurde jedoch 1994 eingestellt. Seitdem ist diese Strecke ohne überregionalen Personenverkehr.
Der durchgehende Güterverkehr, welcher während der innerdeutschen Teilung erhalten geblieben war, ging in den Jahren nach der Wende ebenfalls zurück und wurde 1994 komplett eingestellt, da dieser infolge des zweigleisigen Ausbaus und Elektrifizierung der Bahnstrecke Halle–Hann Münden über Eichenberg nun über diese abgewickelt wird. Seitdem gibt es nur noch regionalen Gütertransport, der vor allem aus Kalkverladung in Scharzfeld und Niedersachswerfen sowie Holzverladung in Herzberg und der Bedienung eines Kesselwagen-Ausbesserungswerks in Woffleben besteht. In den letzten Jahren gab es auch wieder vereinzelte Güterzüge durch Privatbahnen, insbesondere, wenn es auf anderen Strecken wie Altenbeken–Kassel, Kassel–Eichenberg oder Eichenberg–Halle zu störungs- oder baustellenbedingten Streckensperrungen kam.

### Gegenwärtiger Betrieb
Die Südharzstrecke wird durch Regionalbahnen von DB Regio Nord bedient. Seit 2009 wird im Stundentakt Northeim–Nordhausen gefahren, von Northeim alle zwei Stunden bis Göttingen sowie alle zwei Stunden nach Bodenfelde. In Herzberg besteht Anschluss nach Osterode am Harz und Braunschweig. Von Montag bis Freitag verdichten zur Hauptverkehrszeit Züge von Göttingen über Northeim nach Herzberg den Fahrplan.
Eingesetzt werden LINT-Triebwagen.

### Zukunft
Die Strecke soll zukünftig von einem elektronischen Stellwerk in Göttingen aus ferngesteuert werden.
Im Rahmen der Untersuchung einer Kasseler Güterbahnkurve, die der Verbesserung des Ost-Westverkehrs dient, wird die Strecke als Ausbau-Alternative genannt. Das Ausbauprojekt und die Trassensuche startete 2018 und ist unter dem Projekttitel „ABS Paderborn – Halle (Kurve Mönchehof – Ihringshausen)“ Teil des Bundesverkehrswegeplans 2030. Auf Druck der regionalen Politik hin erklärte die Deutsche Bahn im März 2019, dass man den Ausbau der Strecke Northeim-Nordhausen als Alternative zum Bau der Kurve gleichwertig prüfen werde. Da jedoch die Kurve Kassel eine vergleichbare Leistungsfähigkeit zu deutlich geringeren Baukosten bietet, hat die Bahn die Variante über Solling- und Südharzbahn als „nicht genehmigungsfähig“ bewertet und geht mit der Variante 4 B in das Raumordnungsverfahren.

## Besonderes
- Die Bahnsteige des neu errichteten Haltepunktes Bad Lauterberg im Harz–Barbis werden mit einer Mischung aus Solarthermie und Geothermie beheizt, um den Winterdienst zu erleichtern.
- Im Ort Zorge, in der Nähe von Walkenried, wurden von 1836 bis 1879 Lokomotiven und Waggons durch die Staatliche Maschinenfabrik gebaut.
- Von Herzberg starteten ab 12. November 1989 Sonderzüge über Walkenried bis Ellrich. Diese waren die ersten Bahnen, die hier nach dem Mauerfall die innerdeutsche Grenze überquerten.[11]
- Der Unfallverhütungs-Lehrfilm Sicherung der Rotten – Unfallverhütung im Bahnunterhaltungsdienst der Deutschen Bundesbahn aus dem Jahr 1971 wurde zwischen Herzberg und Scharzfeld gedreht.[12]